# Klavdija Točonovová
Klavdija Alexandrovna Točonovová (rusky Клавдия Александровна Точёнова; 16. listopadu 1921 Tver – 30. května 2004) byla sovětská atletka, která startovala hlavně ve vrhu koulí.
Startovala za Sovětský svaz na letních olympijských hrách LOH 1952 konaných v Helsinkách ve Finsku, kde získala bronzovou medaili.